# Marianna Saltini
Marianna Saltini (ur. 28 sierpnia 1889 w Carpi, zm. 3 grudnia 1957 tamże) – włoska Służebnica Boża Kościoła katolickiego.

## Życiorys
Urodziła się jako trzecie z dwanaściorga dzieci swoich rodziców, a jej bratem był Zeno Saltini. Mając 21 lat, w 1910 roku, wyszła za mąż; z tego związku urodziła sześciu synów. Mając 39 lat została wdową, wówczas zaczęła pomagać biednym. Pracowała w najbiedniejszych domach, a także rozpoczęła działalność gospodarczą. Była założycielką Domu Opatrzności Bożej. Zmarła 3 grudnia 1957 roku w wieku 68 lat w opinii świętości. W 1985 roku rozpoczął się jej proces beatyfikacyjny. 23 kwietnia 2002 roku papież Jan Paweł II ogłosił dekret o heroiczności jej cnót.